# Аркеј
Аркеј (фр. Arcueil) је насељено место у Француској у региону Париски регион, у департману Долина Марне.
По подацима из 2011. године у општини је живело 20.100 становника, а густина насељености је износила 8626,61 становника/km².

## Демографија
| 1962.  | 1968.  | 1975.  | 1982.  | 1990.  | 2011.  |
| ------ | ------ | ------ | ------ | ------ | ------ |
| 20.224 | 21.877 | 20.330 | 20.064 | 20.334 | 20.100 |